# Ат-Тилаль
«А́т-Тилаль» (араб. نادي التلال‎) — йеменский футбольный клуб из города Аден, выступающий в чемпионате Йемена. Один из старейших клубов Азии. Основан в 1905 году. Домашние матчи проводит на стадионе «Ат-Тилаль», вмещающем 8 000 зрителей.

## История
Основан в 1905 году в Адене под названием «Иттихадуль Мухаммадия». Клуб стал первым в истории Йемена, а также третьим в истории арабского футбола. В 1975 году сменил название на «Ат-Тилаль».
В 1980 году состоялся первый футбольный турнир с участием команд Северного и Южного Йемена Кубок 26 сентября. «Ат-Тилаль» стал победителем турнира, выиграв в финале у клуба «Худейда» со счётом 5:0.
В 1990 году состоялся первый чемпионат объединенного Йемена, в котором приняли участие 32 клуба из различных провинций страны. «Ат-Тилаль» успешно выступил в этом турнире, став победителем.

## Достижения
- Чемпионат Йемена (2): 1991, 2005
- Кубок президента Йемена (2): 2007, 2010
- Кубок Naseem (2): 2000, 2003
- Объединенный кубок Йемена: 1999
- Кубок Али Мухсина: 2003